# Port Blair

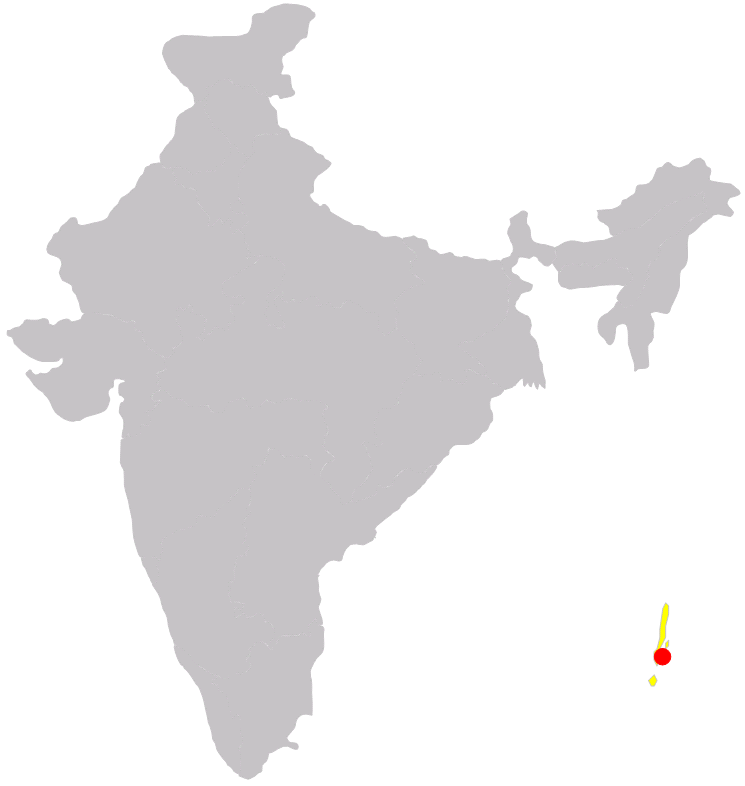
Port Blairs läge i Indien.

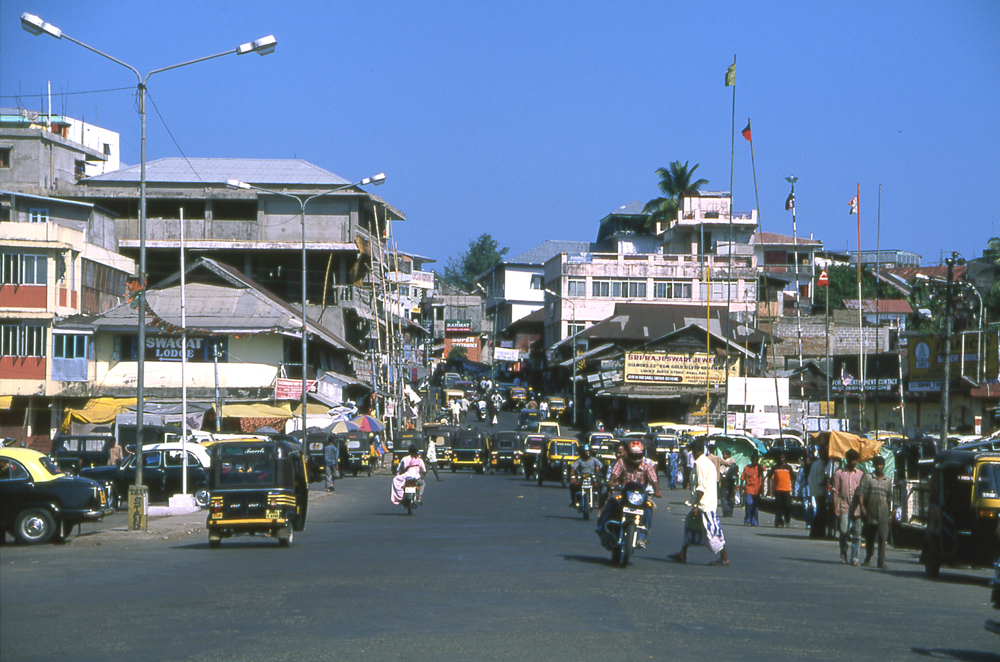
Gata i Port Blair.

Port Blair är huvudorten för unionsterritoriet och ögruppen Andamanerna och Nikobarerna i Indien. Staden är kuperad, har en flygplats, Veer Savarkar International Airport, och har även båtförbindelser med resten av ögruppen och det indiska fastlandet. Staden är administrativ huvudort för distriktet South Andaman. Folkmängden uppgick till 108 058 invånare vid folkräkningen 2011.